# 姚骏恩
姚骏恩（1932年4月9日—），上海人，电子物理专家（专攻纳米测控技术与仪器制造），中国工程院院士。
2001年，获选中国工程院信息与电子工程学部院士。